# Vodní elektrárna Štěchovice
Vodní elektrárna Štěchovice je vodní dílo na řece Vltavě. Elektrárna byla vybudována po vodní elektrárně Vrané nad Vltavou jako druhá na Vltavské kaskádě vodních děl. Vodní elektrárna pracuje v průtočném režimu jako středotlaká elektrárna Štěchovice I a přečerpávací elektrárna Štěchovice II. Horní pracovní hladinu středotlaké elektrárny zajišťuje údolní nádrž Štěchovice. 

## Historie projektu a výstavby
Na říčním kilometrů 84,3 opouští řeka Vltava úzkou soutěsku a rozlévá se do širšího údolí. V dobách, kdy tak ještě činila po překonání pro plavbu nebezpečných Svatojánských proudů, bylo toto místo pro projekty vodních děl obzvláště zajímavé. Ve všech projektech na splavnění řeky a později i v projektech na energetické využití se toto místo objevuje bez diskusí. Variabilní byly pouze navrhované výšky vodních děl.

### Projekt
První katastr vodních sil na řece Vltavě byl vytvořen v roce 1911 z popudu Ředitelství vodních cest v Praze. Do této doby se všechny projekty soustředily pouze na splavnost řeky. Na základě nejnovějších poznatků z Německa a Švýcarska byla stanovena nejvyšší možná plavební propust 9 m. První energetický projekt z roku 1911 tak počítá s přehradou 18 m vysokou s dvoukomorovou propustí. Z téhož roku pochází i projekt 20 m vysoké přehrady s návazností na 60 m vysokou přehradu ve Svatojánských proudech. Toto řešení již s vodocestnou problematikou vůbec nepočítalo. Vodohospodářská studie z roku 1917 navrhovala výšku u Štěchovic 19,1 m a u Slap 49,6 m. Dále navrhovala nižší stupně u Kamýku, Těchnice, Žďákova, Podolska, Hněvkovic a Hluboké nad Vltavou.
Návrh Vysoké štěchovické přehrady z roku 1922 předpokládal výstavbu sypané kamenité hráze pro zpracování spádu 70 m při výkonu 70 MW. Takový výkon by ve své době poukázal elektrárnu na přední místa v Evropě. Většina odborníků však návrh zpochybnila a vyslovila se ve prospěch nižších stupňů s plavebními komorami.
Ve studii Ředitelství vodních cest z roku 1923 byl uvažován stupeň 19,1 m u Štěchovic, 36,4 m u Slap a 13,6 m u Zvírotic. Na nižším úseku pak 12 m vysoký stupeň u Vraného. Proti studii byly vytvořeny dvě soukromé alternativy.
Návrh Ing. Kobzy nabízel u Štěchovic přehradu o výšce 63 m a na ní navazující stupeň v Bučilských proudech pod Kamýkem o výšce 8 m. Návrh stupně u Vraného byl podpořen při stejných parametrech jako v návrhu Ředitelství vodních cest.
Firma Ing. Záruba-Pfaffermann navrhovala ve Svatojánských proudech zděnou přehradu 45 m vysokou, odvádějící vodu tunelem ke štěchovické hydrocentrále o spádu 50 m. Pod přehradou měl být nad Štěchovicemi stupeň 15 m vysoký a pod ním 7 m vysoký vyrovnávací stupeň v Davli. Všechny návrhy se staly předmětem vleklých jednání. Nejdříve bylo proto v roce 1930 započato s výstavbou přehrady ve Vraném nad Vltavou, jejíž účelnost již byla jednoznačná. Ve výstavbě díla u Štěchovic byl nakonec podpořen plán Ředitelství vodních cest a s prvními pracemi bylo započato v roce 1937.

### Stavba
Pracovní poměry ovlivňovaly nepříznivé okolnosti v podobě úzkého profilu pracoviště, na pravém břehu těžko dostupném, silný proud, proměnlivé vodní stavy, silné mrazy a komplikované odchody ledů. Stavba musela vyhovět požadavku na zajištění plavby po proudu během stavby až do posledního stádia stavby a nerušeného průtoku velkých vod.
Pro bezpečné založení základních částí stavby bylo provedeno 178 288 m3 měkkých výkopů a 279 820 m3 skalního výlomu. Na obou březích byly postaveny betonárky s nejmodernějším vážicím, mísicím a transportním zařízením. Kvalitní písek pocházel z místní pískovny na levém břehu. Výlomový kámen ze stavby nevyhovoval vysokým nárokům na štěrk a ten byl proto drcen z kamene dodávaného z lomů nad přehradou. Pro betonáž bylo vytěženo kolem 150 000 m3 kamene a 80 000 m3 písku. Celkem bylo na stavbě použito 186 000 m3 betonu.
Finanční krytí stavební části zajišťoval stát a práce provedly firmy Ing. B. Hlava – Lanna, a.s. a Ing. J.Domanský – Kress, a.s.. 

Technologickou část financovaly Ústřední elektrárny a.s., Praha a největší dodávky zajistily Českomoravské strojírny, Škodovy závody v Plzni, Vítkovické horní a hutní těžířstvo v Moravské Ostravě, Bratři Prášilové a spol. v Praze a Elektromontážní závody a.s v Olomouci.  

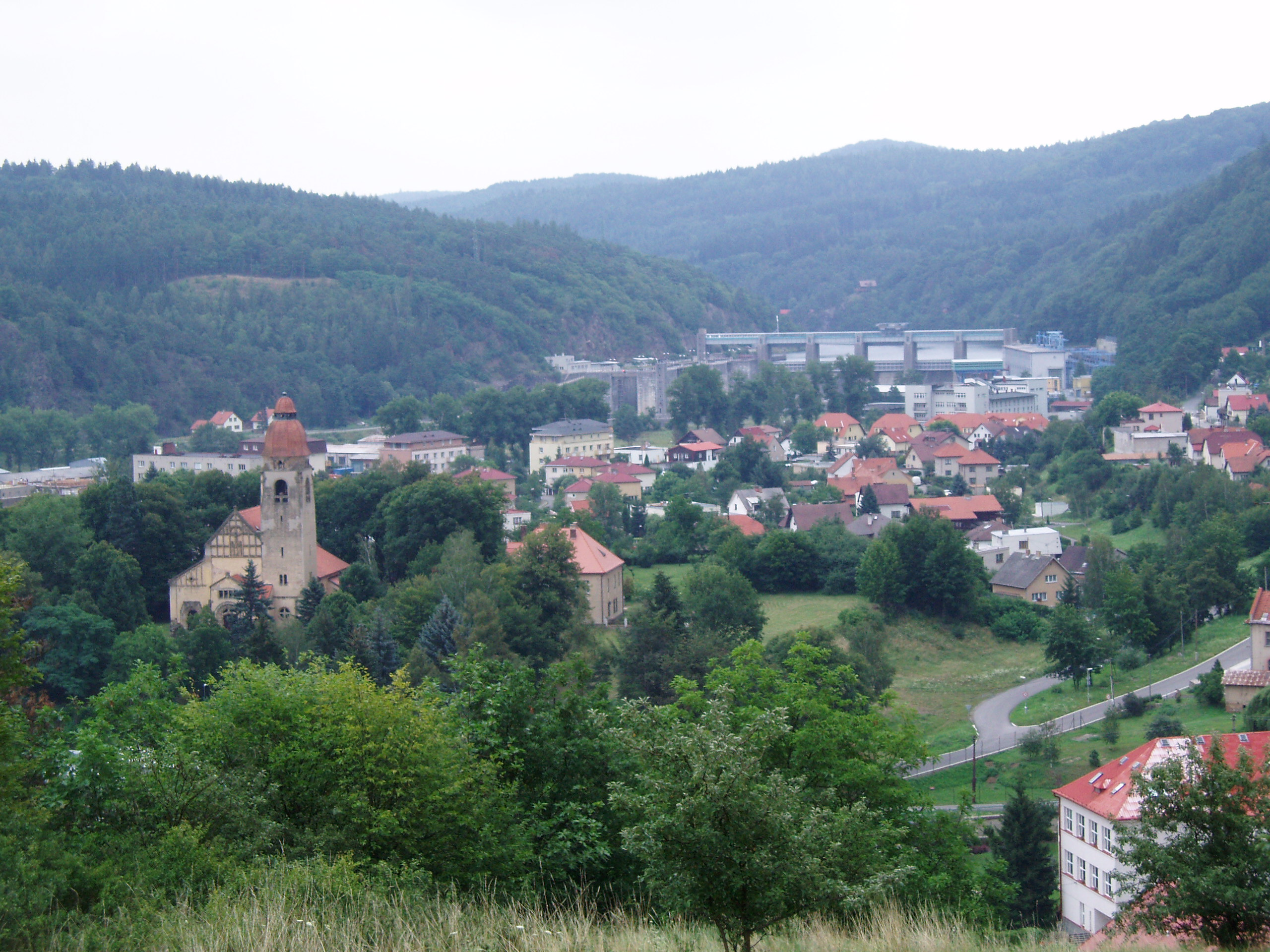
Pohled ze Štěchovic
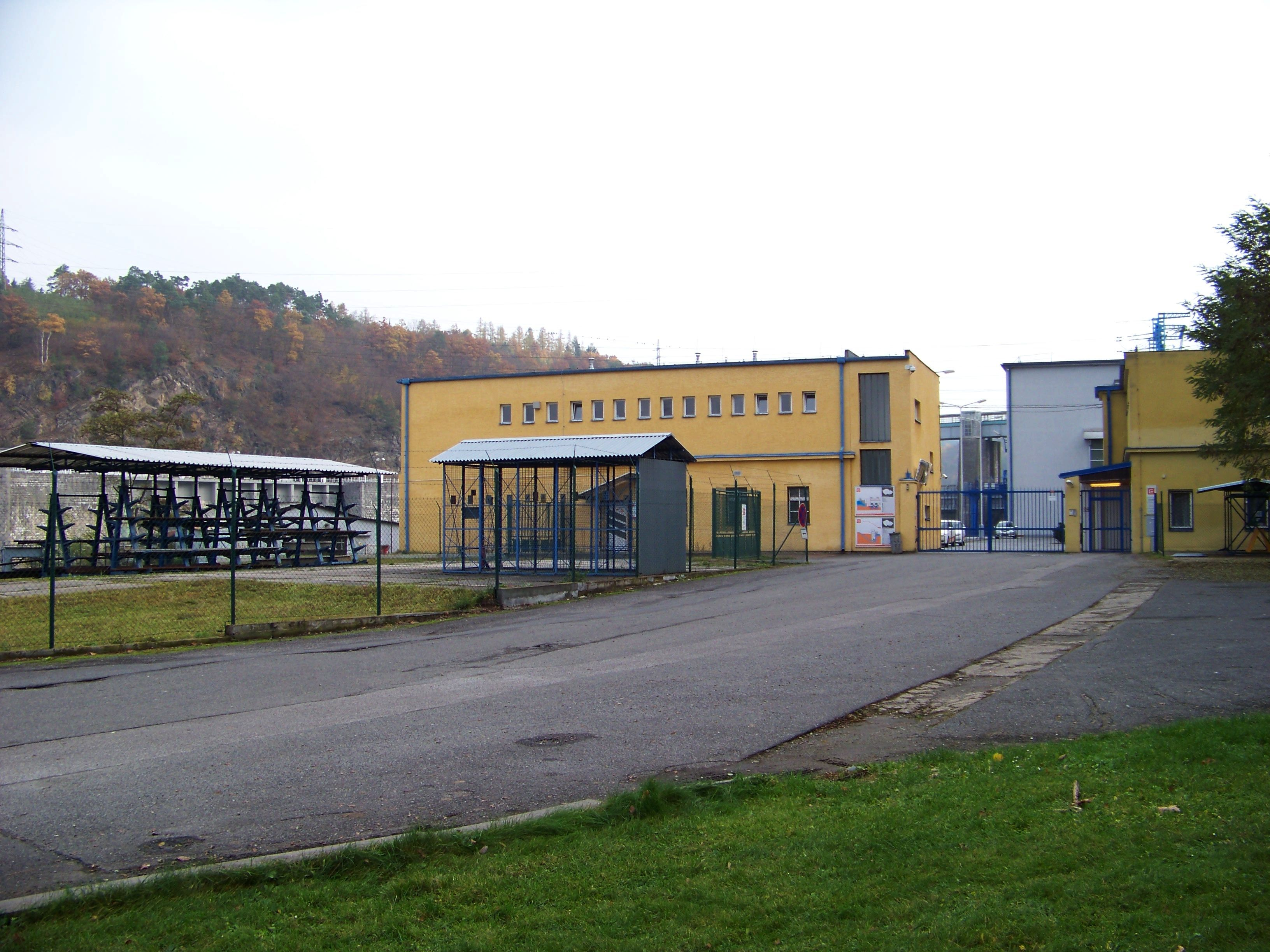
Vstup do elektrárny
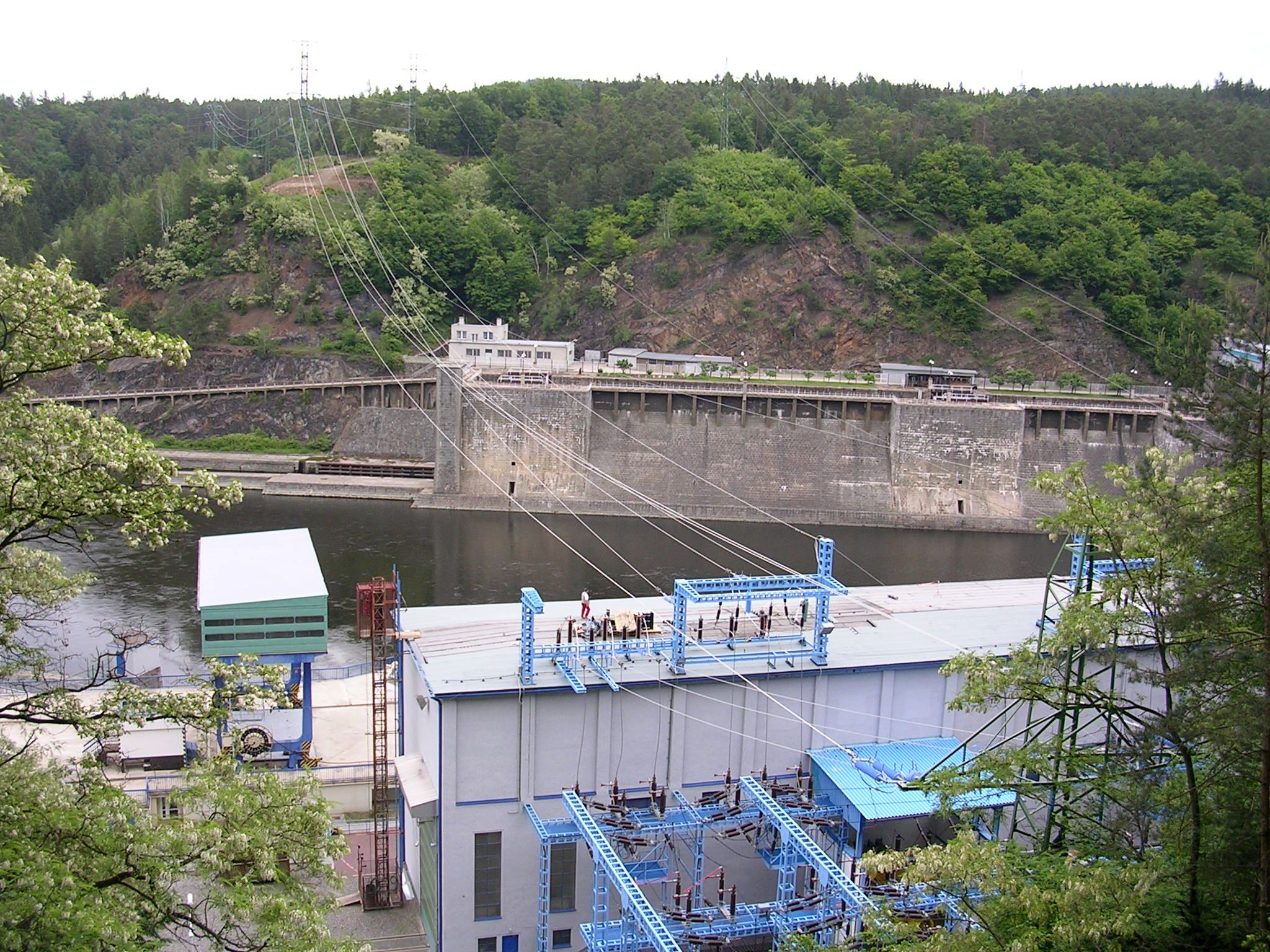
Pohled z lávky nad potrubím vysokotlaké elektrárny
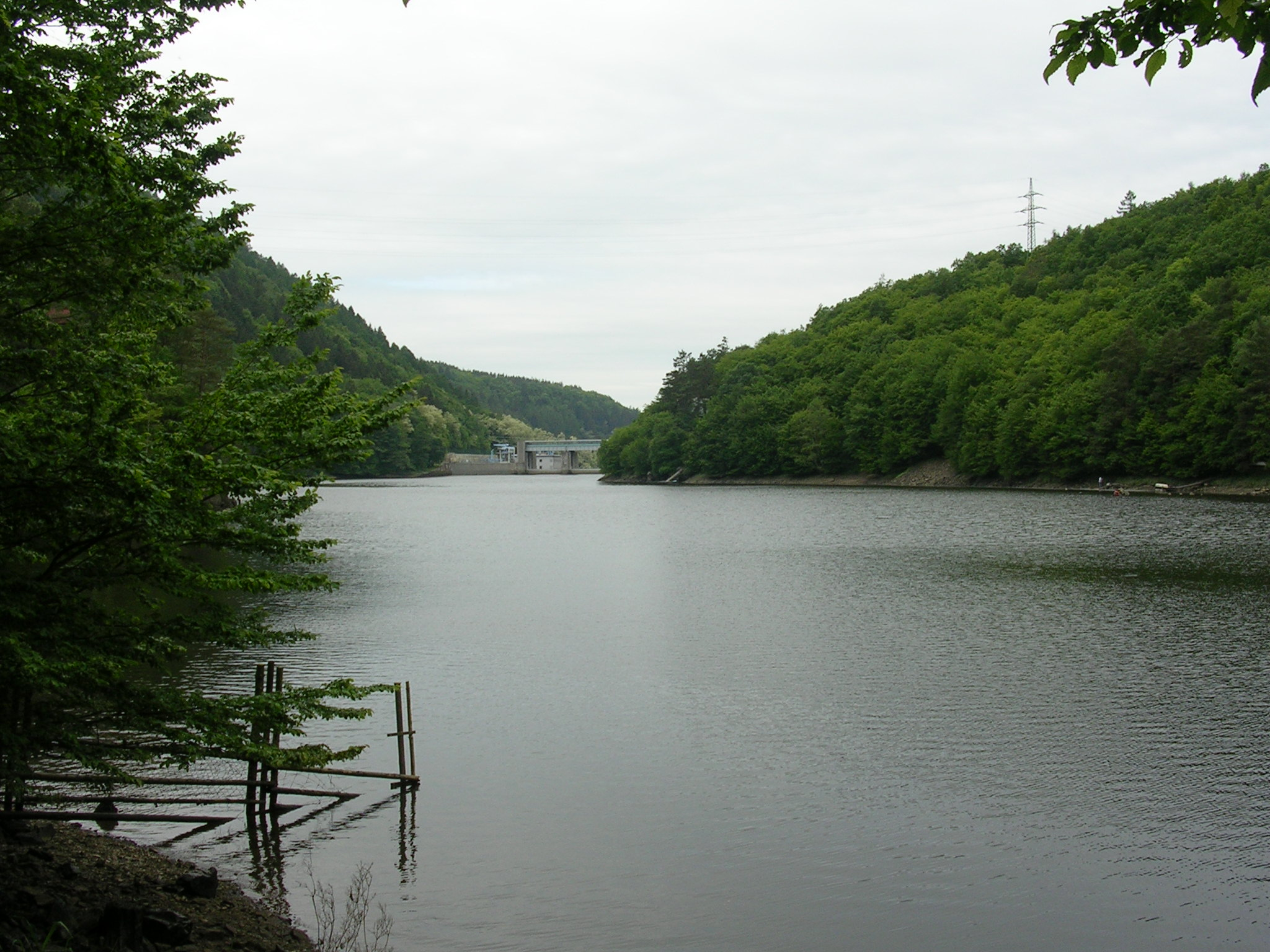
První pohled při plavbě po  vodě
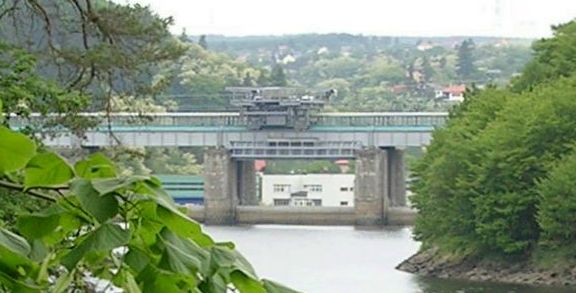
Návodní strana z levého břehu
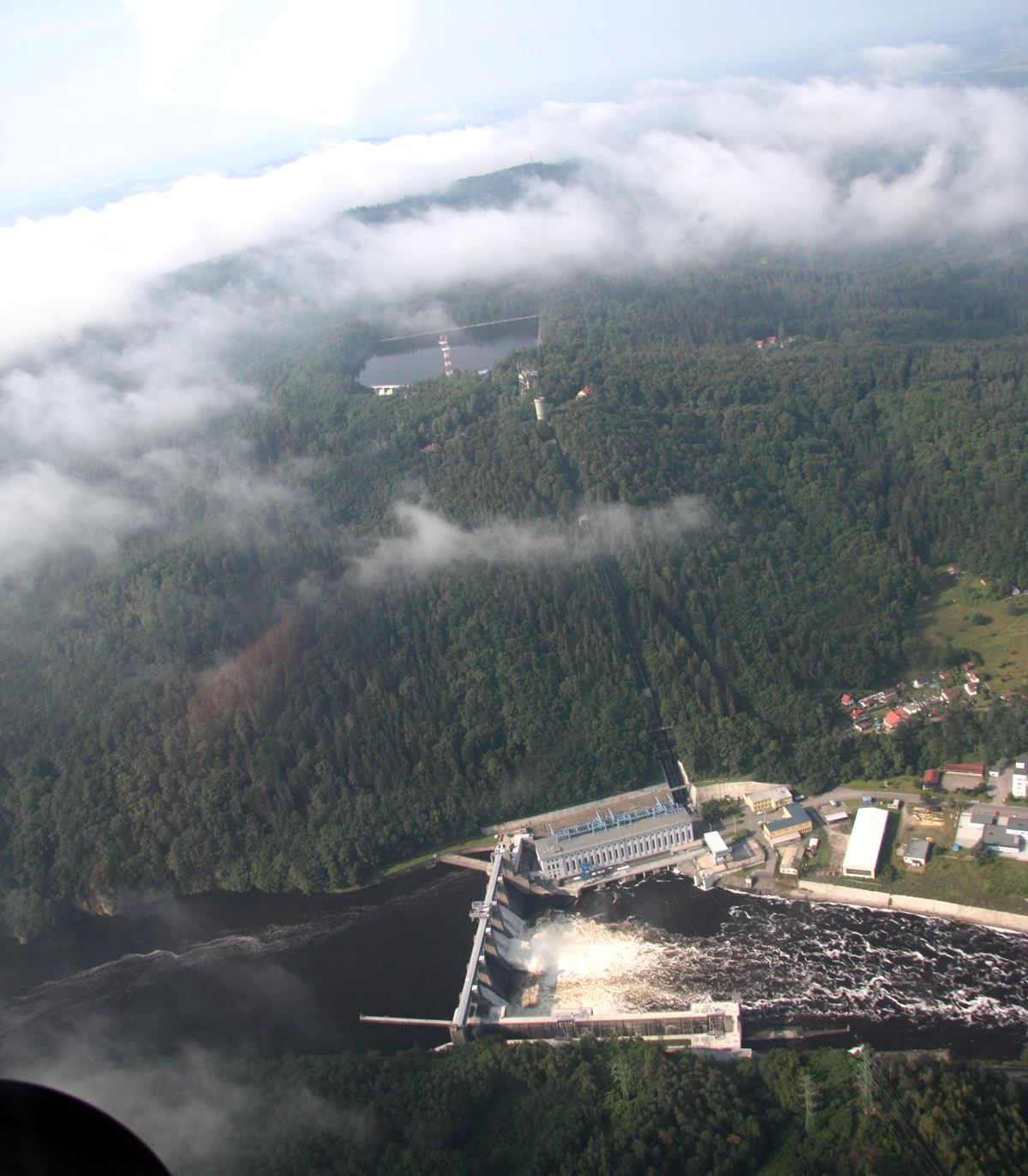
Letecký snímek směrem k západu
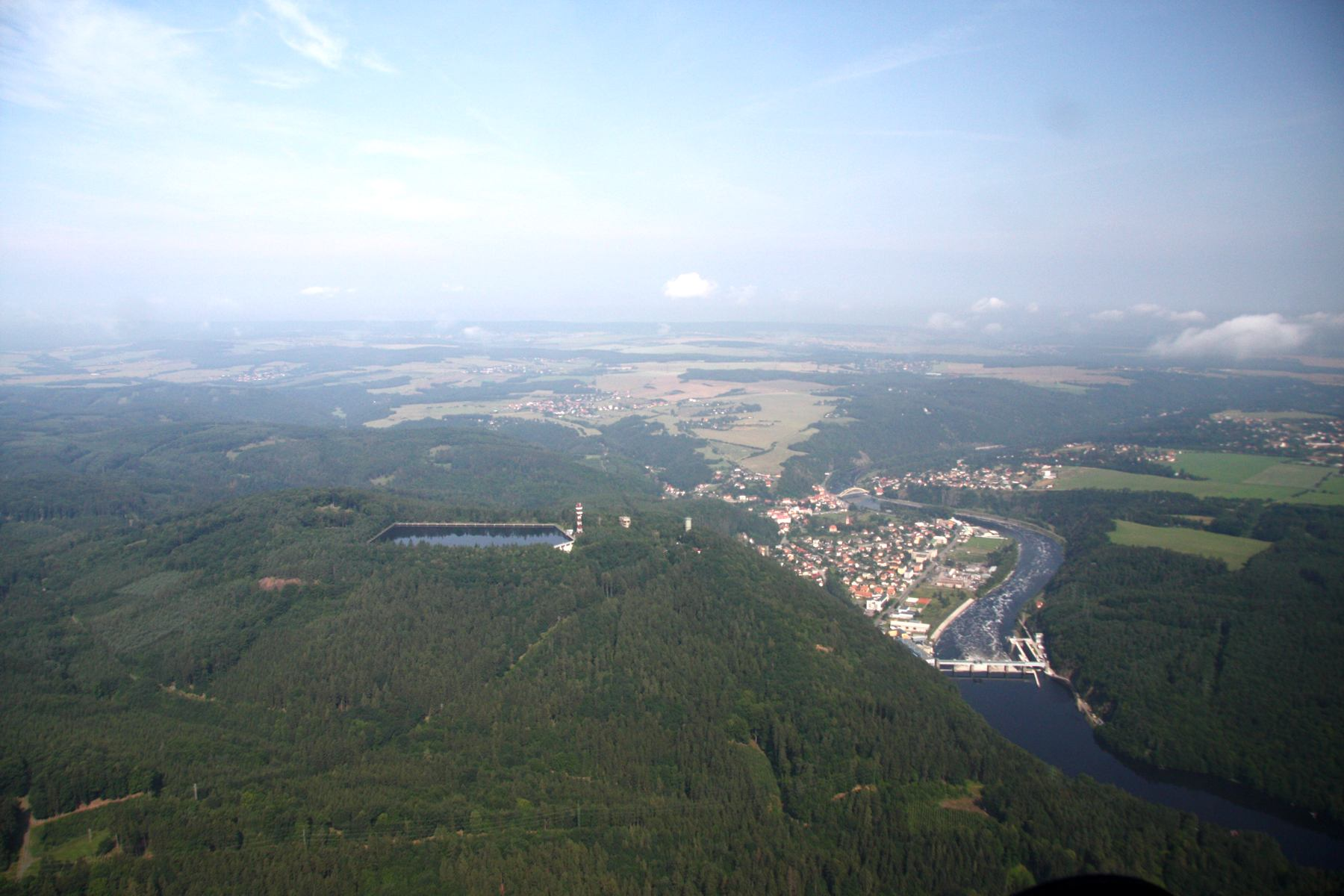
Letecký snímek směrem k severu

Mimořádně obtížné bylo zajištění pracovní síly. Pouze v prvním roce prací bylo zajištěno dostatečné množství kvalifikovaných pracovníků. Další personální poměry byly nepříznivě ovlivněny válkou. Do skladby pracovních sil nejprve zasáhla všeobecná mobilizace, později v protektorátním období byly kvalifikované síly neustále snižovány odvodem do zbrojního průmyslu. Zpožděny byly především dodávky strojních a elektrotechnických součástí. Ke zkušebnímu spuštění prvního bloku tak došlo až v listopadu 1943. V roce 1942 byla začata stavba akumulační nádrže pro přečerpávací elektrárnu. Středotlaká elektrárna byla uvedena do provozu v roce 1944, přečerpávací elektrárna byla zprovozněna v roce 1947. 

## Popis

### Základy
Geologickému průzkumu byla pro blízkost nad hlavním městem věnována mimořádná pozornost a geologické poměry byly shledány jako mimořádně příznivé. Elektrárna je založena na porfyrových drobech diabasu a břidlice jílovského pásma, zčásti na mandlovcovém diabasu. Pravý břeh je tvořen algonkickými břidlicemi. Ve skalním podloží nebyly shledány výrazné poruchy, takže injekční práce byly oproti původním představám menší. Nepočetné netěsnosti základové spáry byly utěsněny injekčními vrty a boční sklála torkretovou omítkou. Souvislá injekční clona byla vytvořena pouze na návodní straně plavební komory a to o hloubce 5–15 m. 

### Jezová část
Přehradní těleso sestává z pevného betonového tělesa a ocelové hradicí konstrukce. Výška pevné části od základů ke koruně je 22,5 m, šířka v základech 20 m a délka v koruně 124 m. Přehrada je rozdělena na pět otvorů o šířce 20 m, oddělenými 4 m širokými pilíři. Na koruně hráze jsou v jednotlivých otvorech stavidla Stoney o výšce 4,95 m. Vyhrazování umožňují mechanismy umístěné na kryté lávce a ve zvýšených pilířích.  
Výpustný otvor ve středovém poli je trvale hrazen neděleným stavidlem. Jeho případné vyhrazování i zahrazování je podpořeno pomocnými ocelovými hradidly, které lze předsadit ve drážkách zesíleného přehradního tělesa. Otvor o rozměrech 7 x 7 m je určen k úplnému vypuštění nádrže a během stavby byl použit jako provizorní plavební cesta. Propustnost spodní výpusti je 620 m3/s. K ochraně betonového zdiva byly použity žulové kvádry vyspárované cementovou maltou.
Vývar je dlouhý v základu 20 m a prodlužuje se třemi schody o další 4 m. Při normální hladině je 3 m hluboký. Chráněn je žulovým obložením o mocnosti 40 cm.

Přeliv je dimenzován pro převod stoleté vody ze září roku 1890 na 2 400 m3/s při zachování vzdutí na kótu 219,6 m při kótě přelivné hrany 214,65 m.  

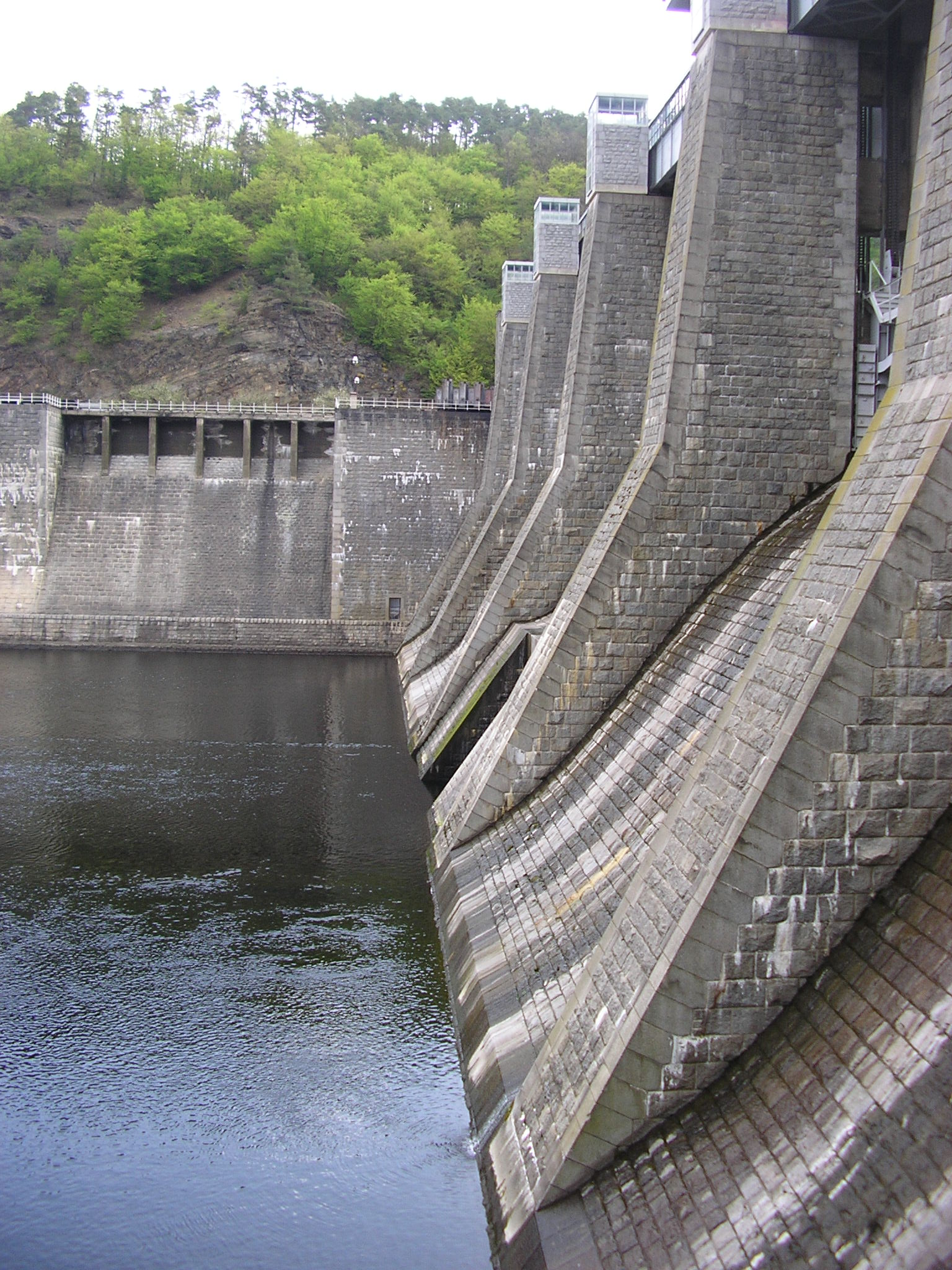
Boky pilířů navazující na hráz propusti
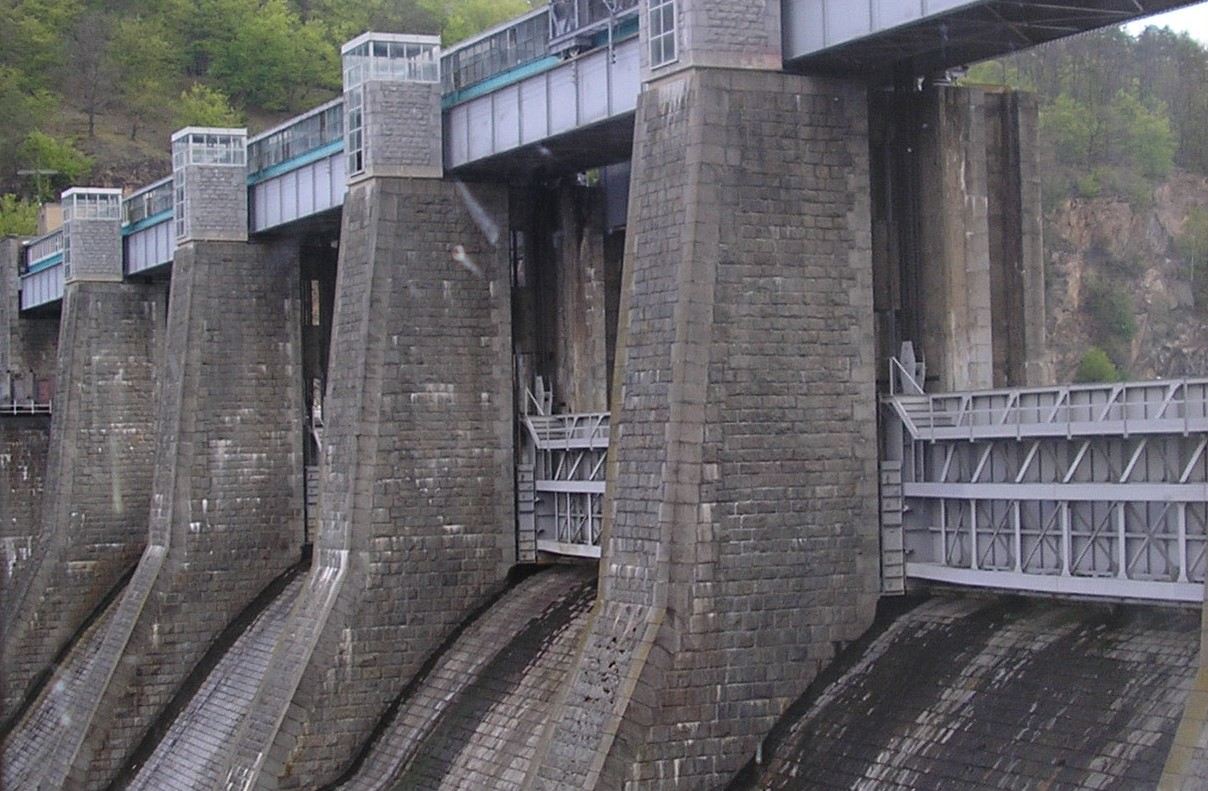
Detail zvýšených pilířů
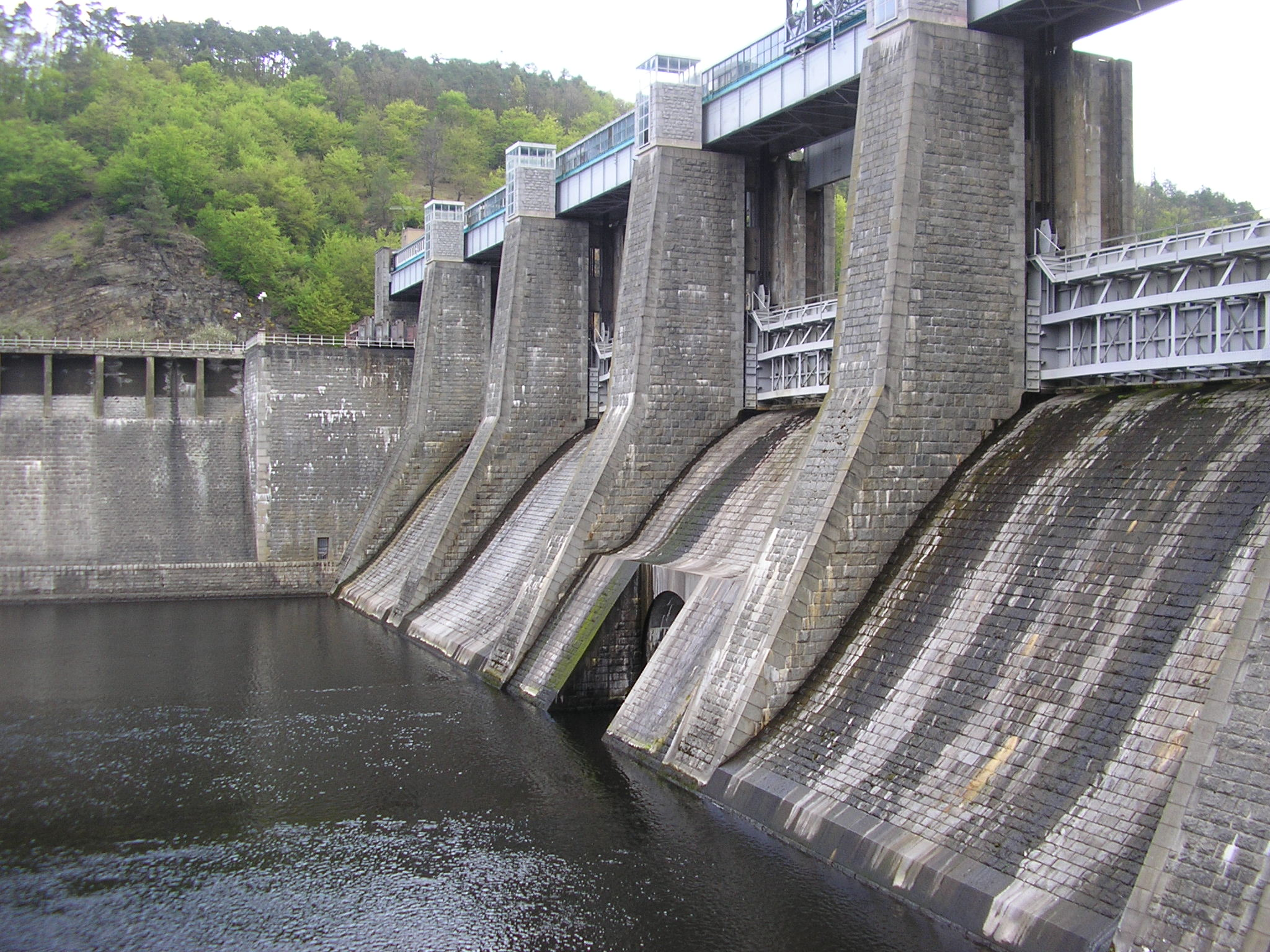
Pohled do výpustného otvoru
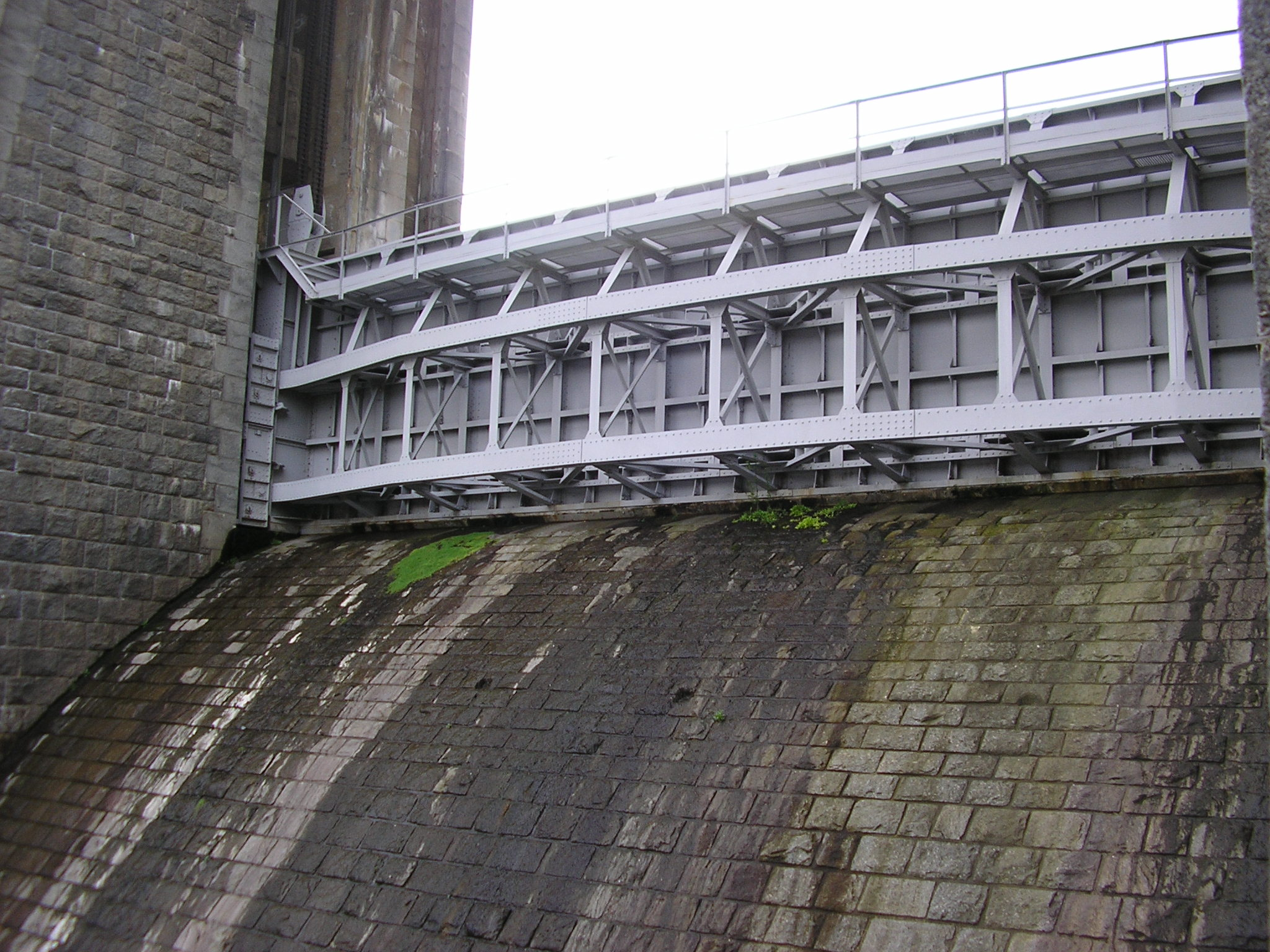
Detail stavidla typu Stoney
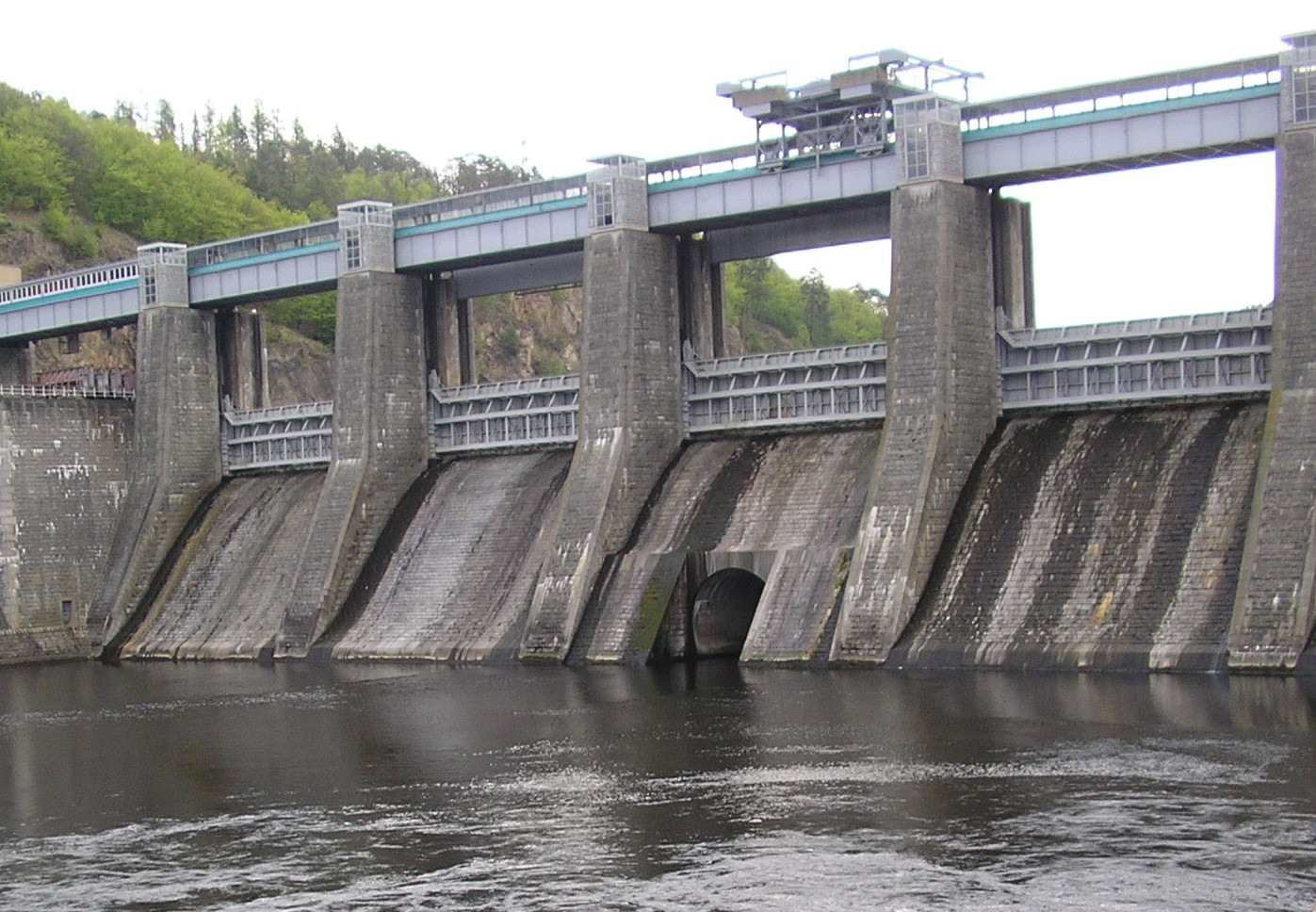
Plně zahrazená řada stavidel

### Lodní propust
Plavební komora při pravém břehu překonávající převýšení hladin 19 ma byla v době svého uvedení do provozu evropským unikátem. Ještě ve 21. století představuje ve střední Evropě nejvyšší spád překonaný jednou komorou. Rozměry plavební komory umožňují proplutí lodi o výtlaku 1 000 tun. Užitečná délka komory mezi horním a dolním záporníkem je 118,4 m a světlá šířka komory je 12 m. Střední záporník umožňuje vytvořit dvě komory o délce 85 nebo 40 m. Menší komora umožňuje přepravu osobních lodí. Záporníky jsou 3 m pod příslušnou hladinou. Spodní a střední vrata jsou vysoká 24 m a horní 7 m.

Plnění komory zajišťuje 21 obtoků v levém břehu a 19 v pravém. Vyprázdnění komory umožňuje 13 výtokových otvorů vyvedených na délku 15 m za dolní ohlaví. Doba plnění i prázdnění komory se pohybuje kolem 12 minut.

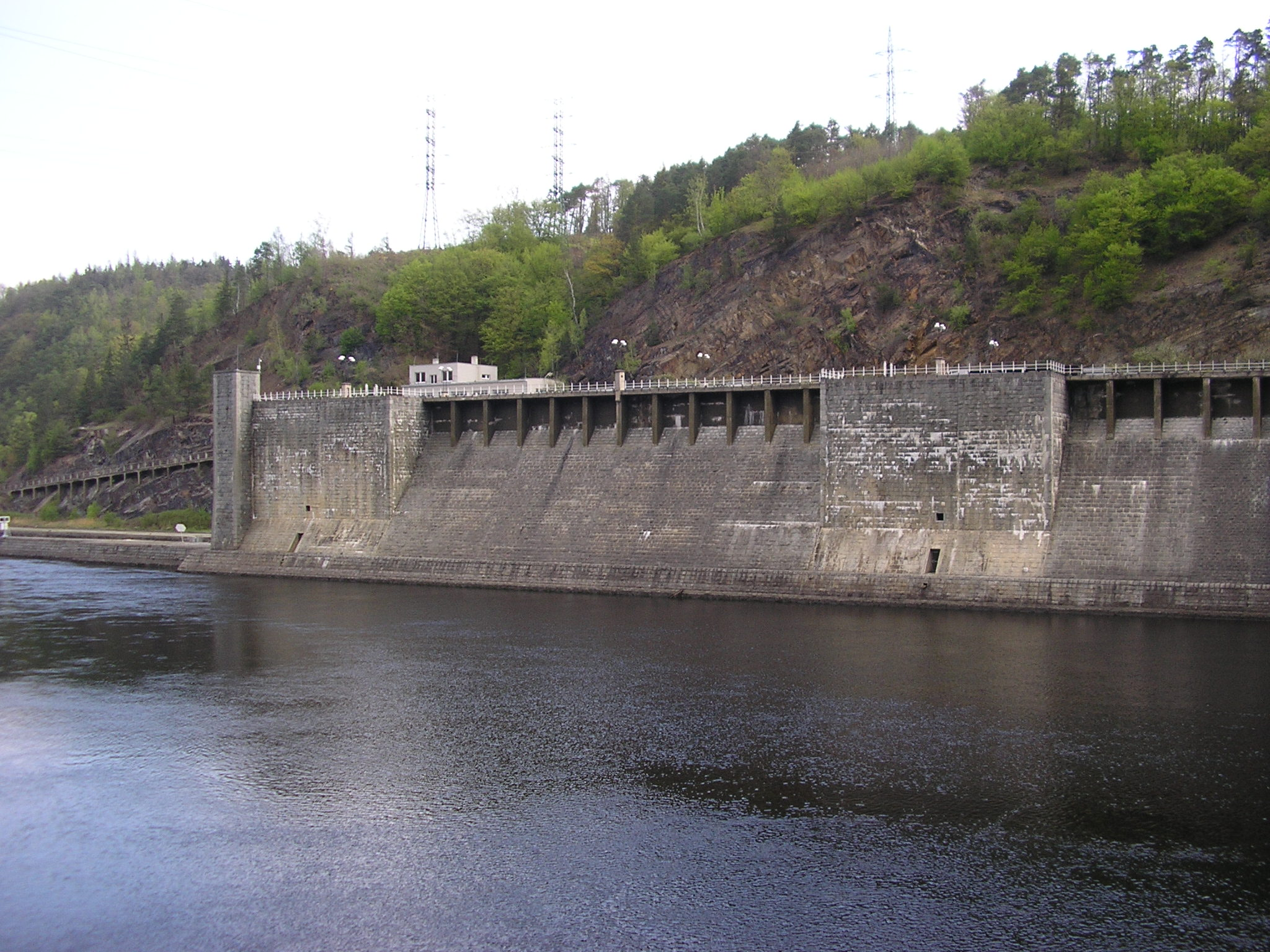
Bok zdymadla je sám mohutnou hrází
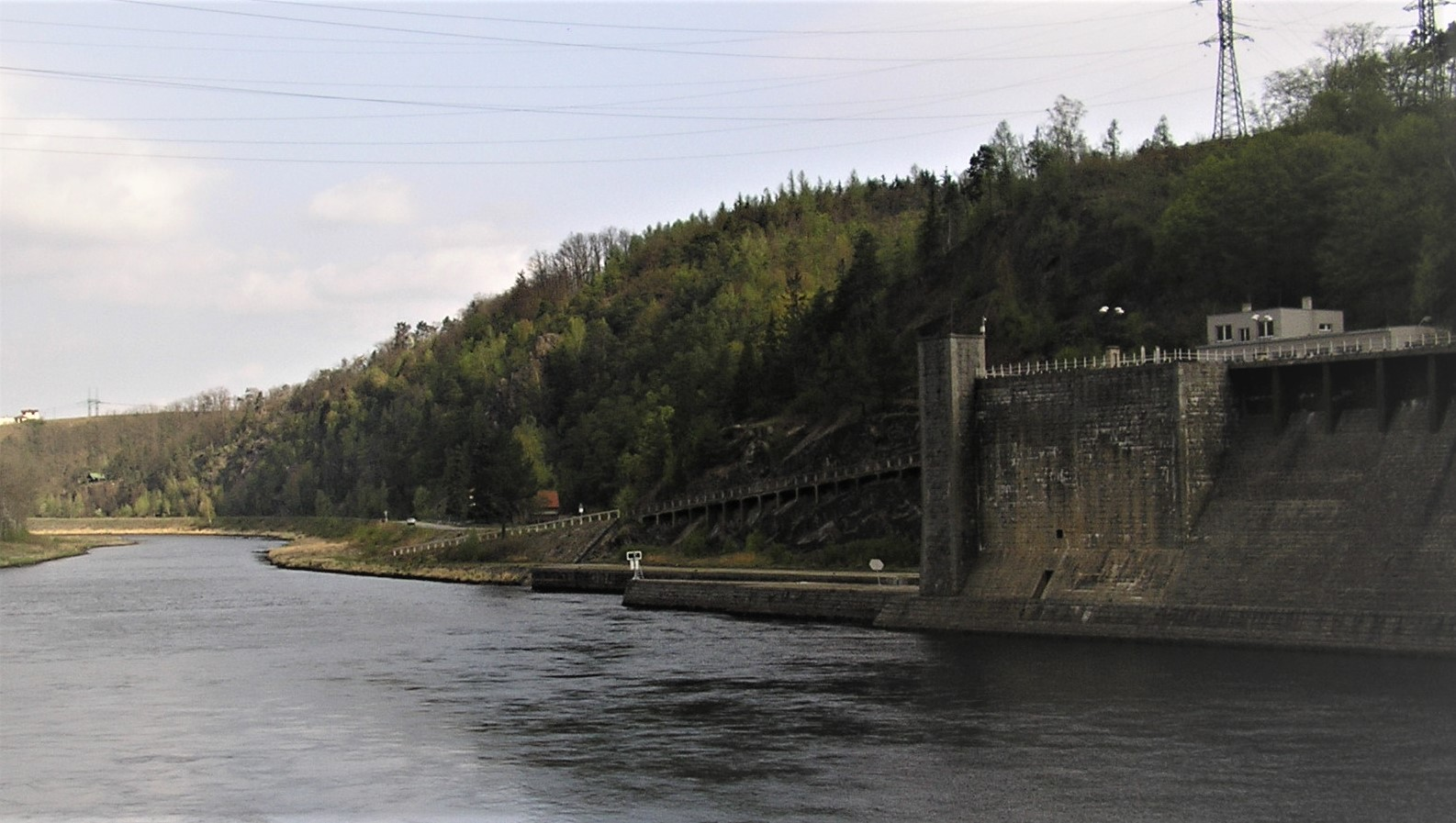
Vyústění propusti do spodní vody
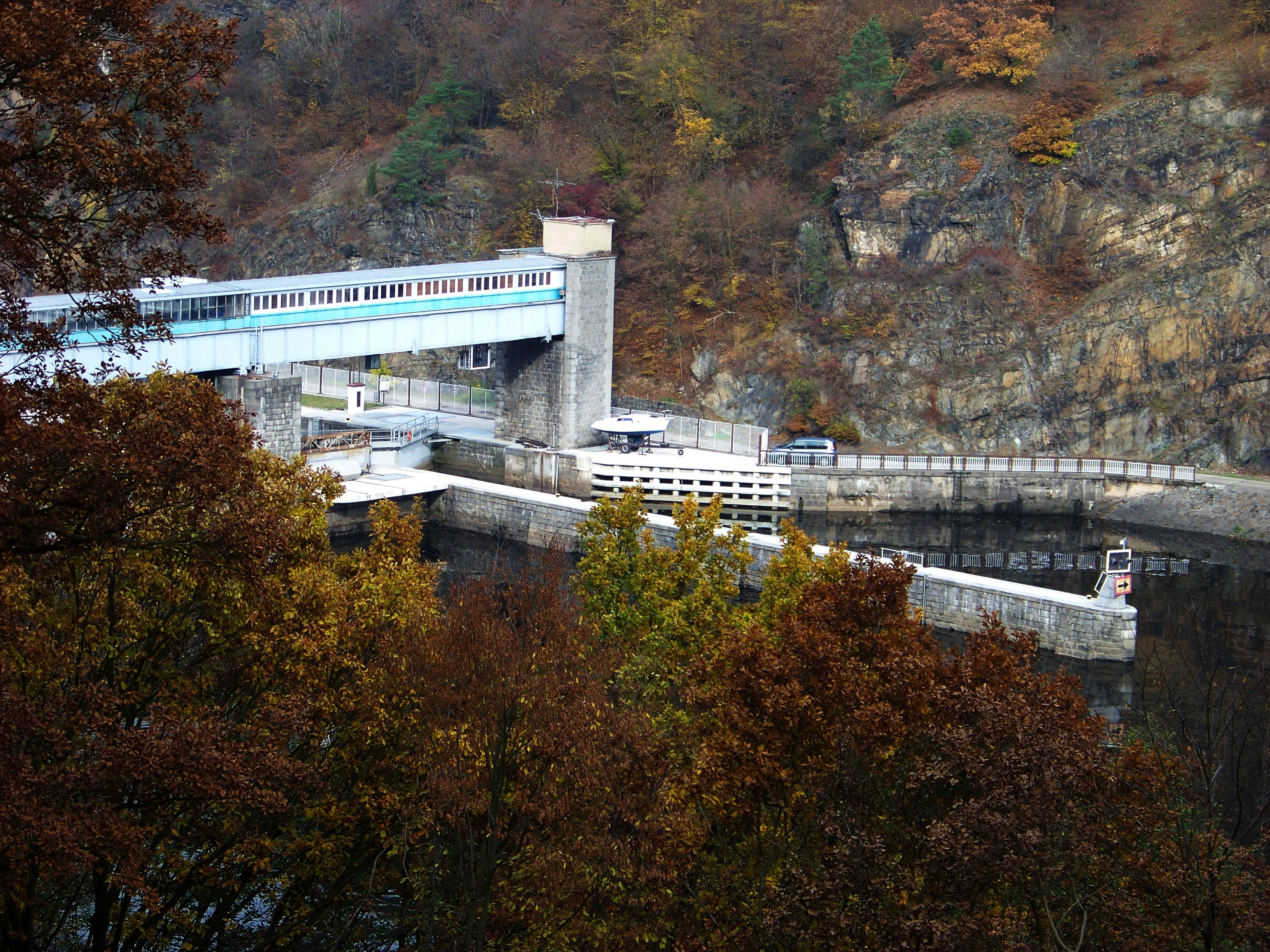
Vyústění do horní vody
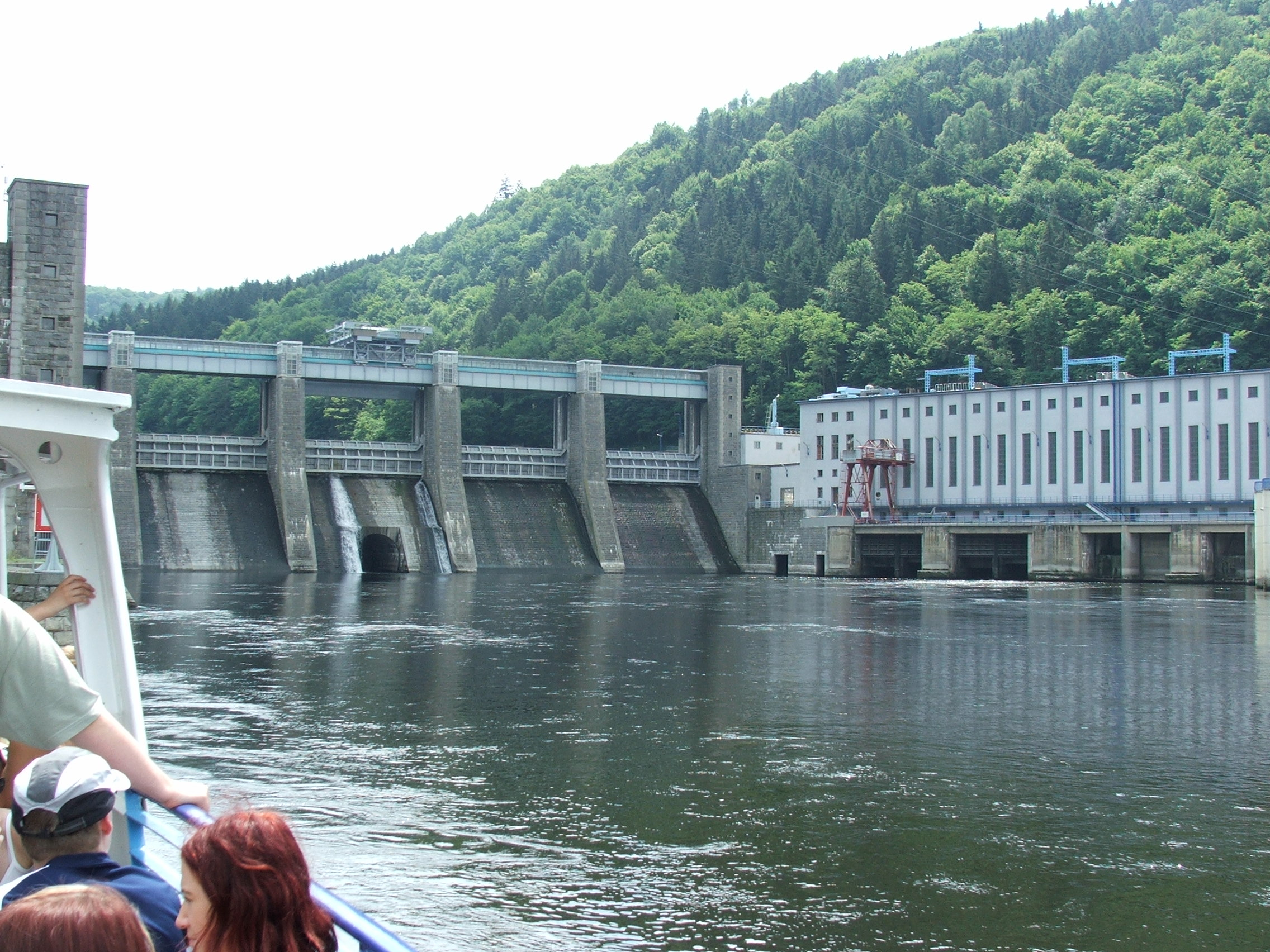
Cesta do zdymadla spodní vodou
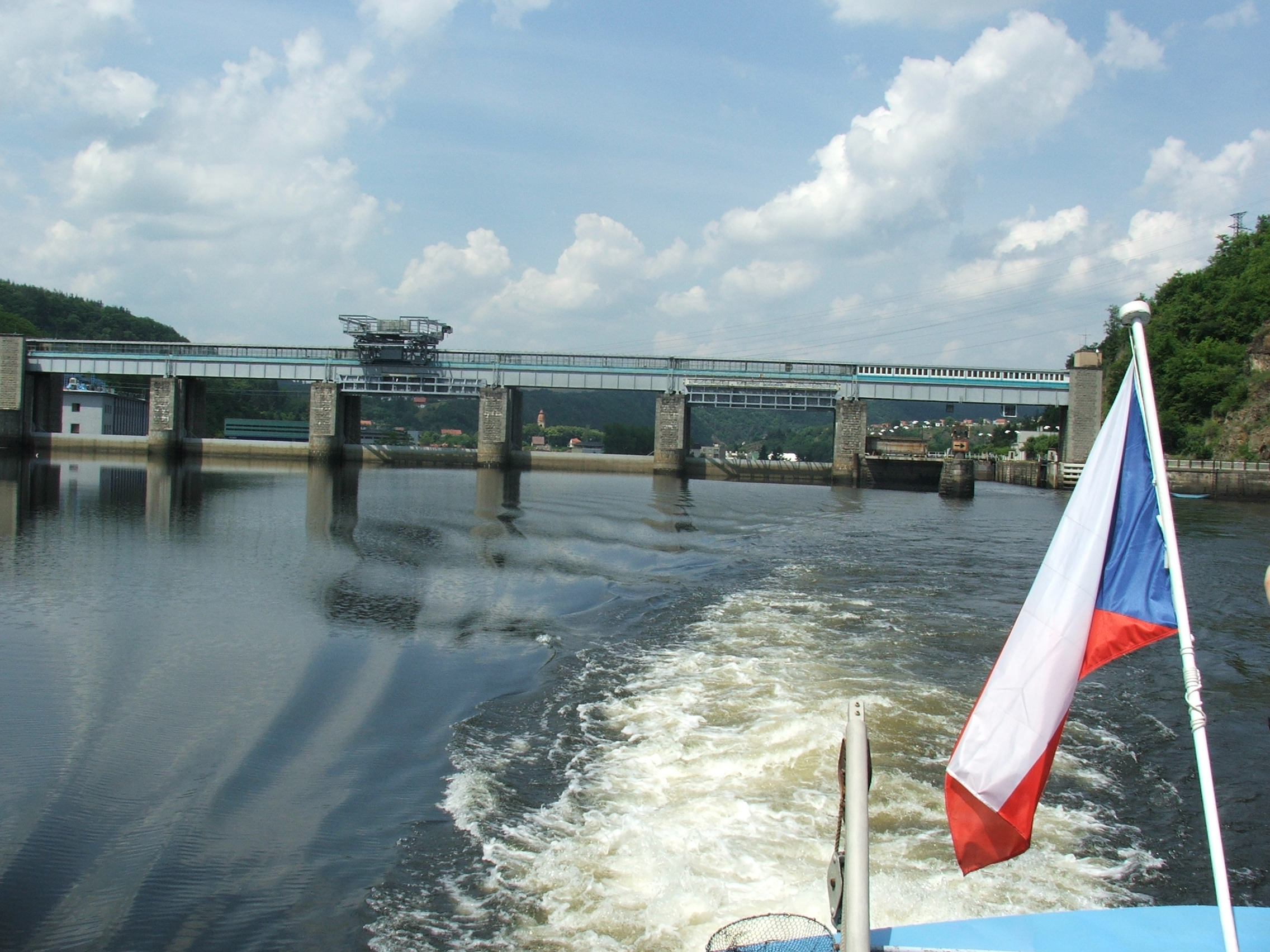
Opuštění propusti horní vodou

### Středotlaká elektrárna
Vodní elektrárna byla postavena na levém břehu v šikmé poloze mimo hrázové těleso. Toto uspořádání bylo zvoleno pro provozní účelnost a možnost společné práce s vysokotlakou elektrárnou. Hráz se vtokovým objektem s jemnými česlicemi je přímým pokračováním hrázového tělesa. Ve vzdálenosti asi 15 m jsou na železobetonové konstrukci umístěny hrubé česle. Nad vtokovým systémem se nachází manipulační plošina pro provoz čisticího zařízení a jeřáb pro obsluhu stavidel uzavírajících vtok k turbínám. Dno před vtokem do elektrárny je vytvořeno betonovou dlažbou.
Agregáty tvoří dvě Kaplanovy turbíny o hltnosti 75 m3/s, které při spádu 19,1 m podávají na svorkách generátorů celkový výkon 22,5 MW. Pro špičkový provoz je vyhrazen mezi kótami 199,5 a 200,5 m manipulační prostor 2,5 milionu m3.

Výstup z alternátorů o napětí 10,5 kV je transformován na 110 kV a vyveden čtyřmi trasami k vodní elektrárně Slapy, vodní elektrárně Vrané, do rozvoden v Týnci nad Sázavou a v Praze Chodově.

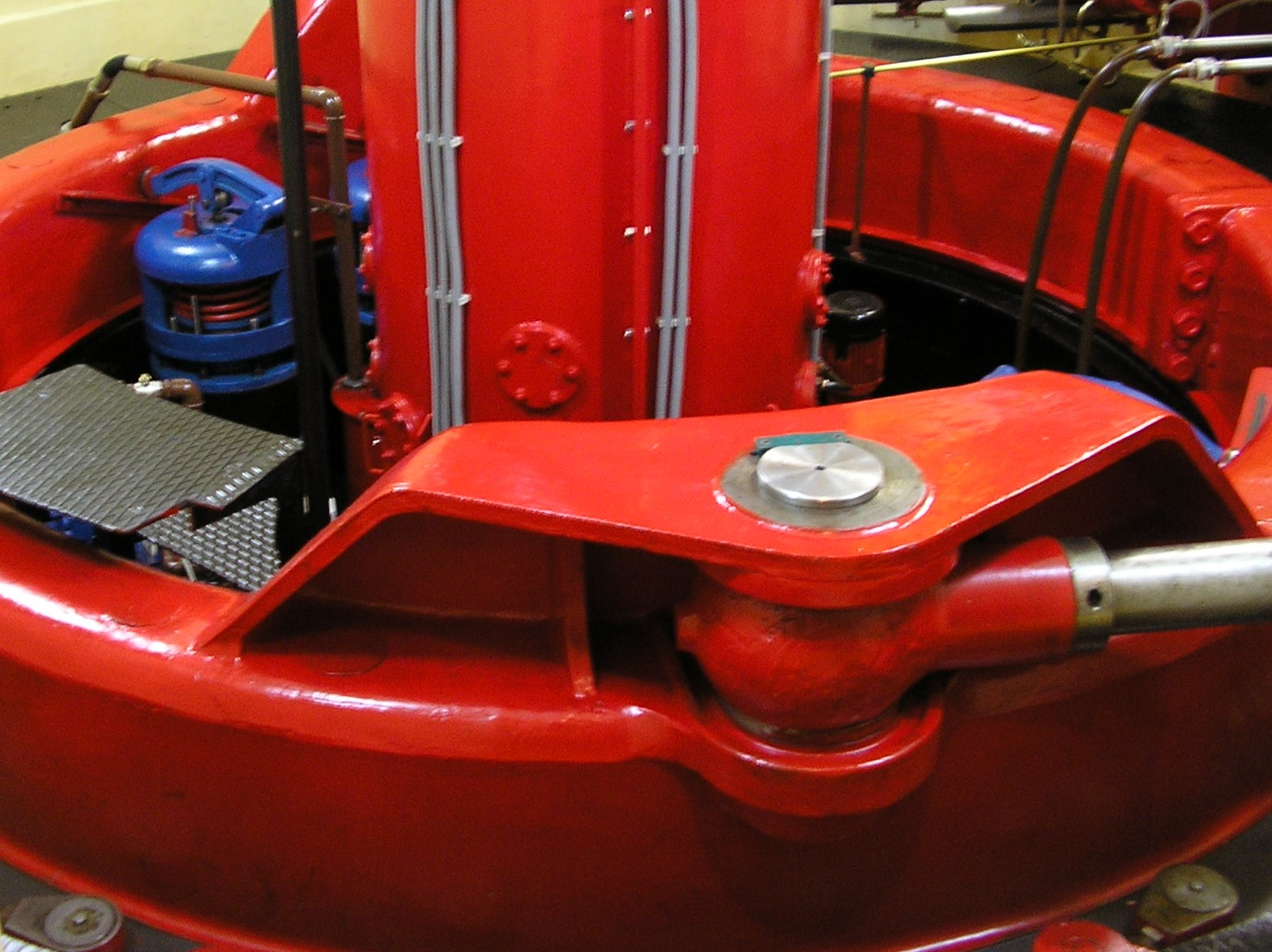
Víko turbíny s modrými odvzdušňovacími ventily
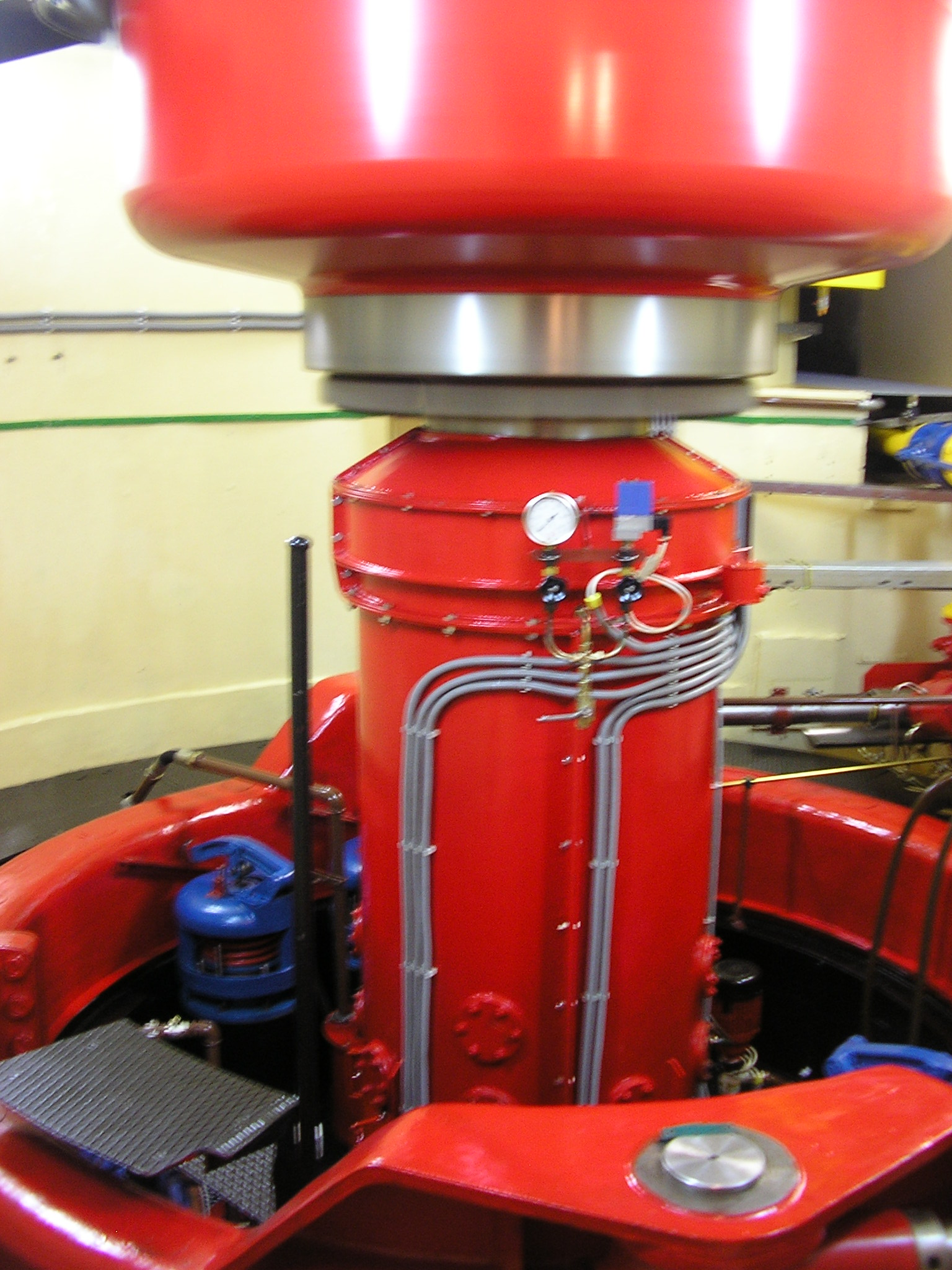
Servomotor  pro řízení vnitřních lopatek
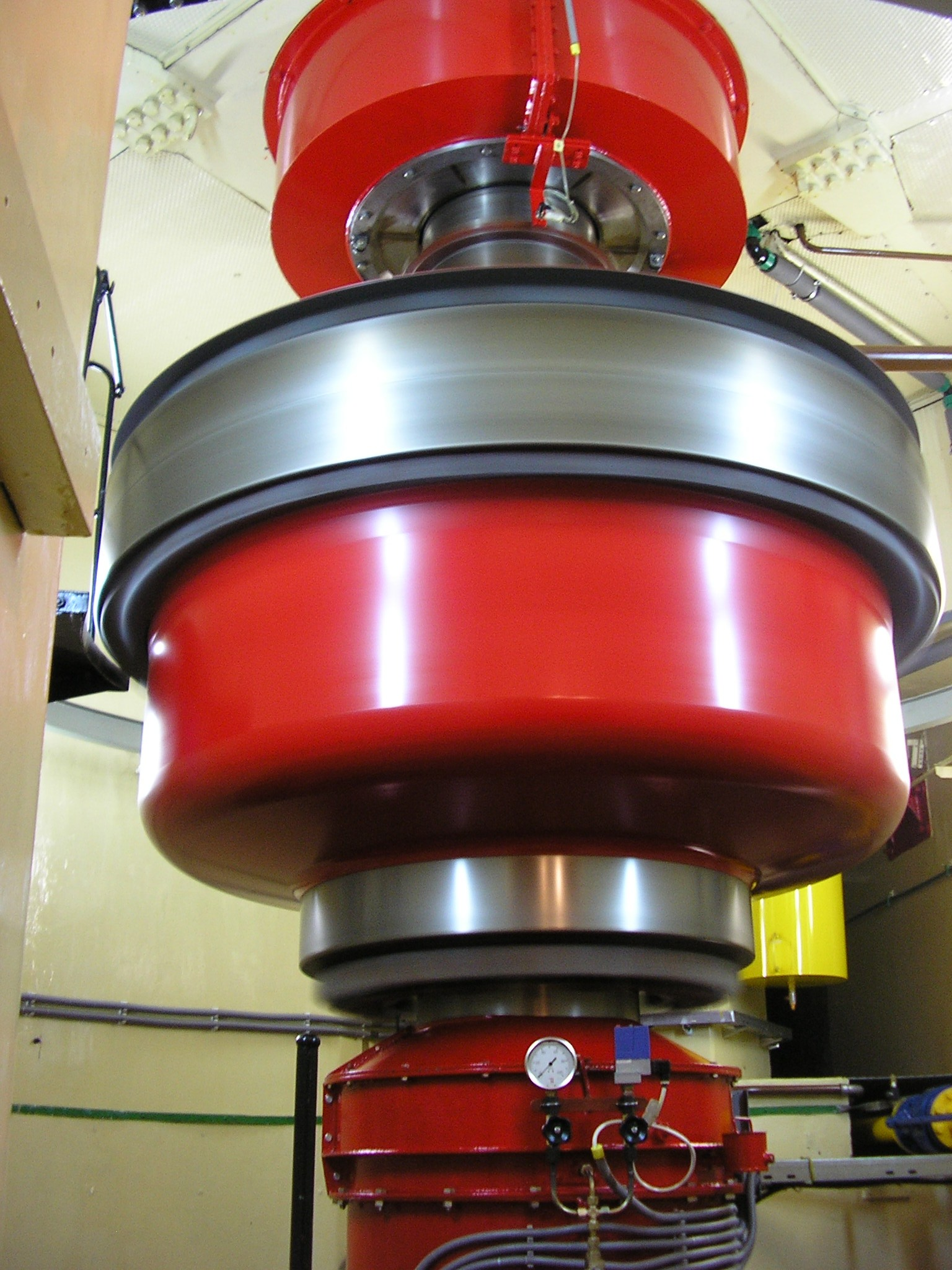
Spojka turbínového a alternátorového hřídele
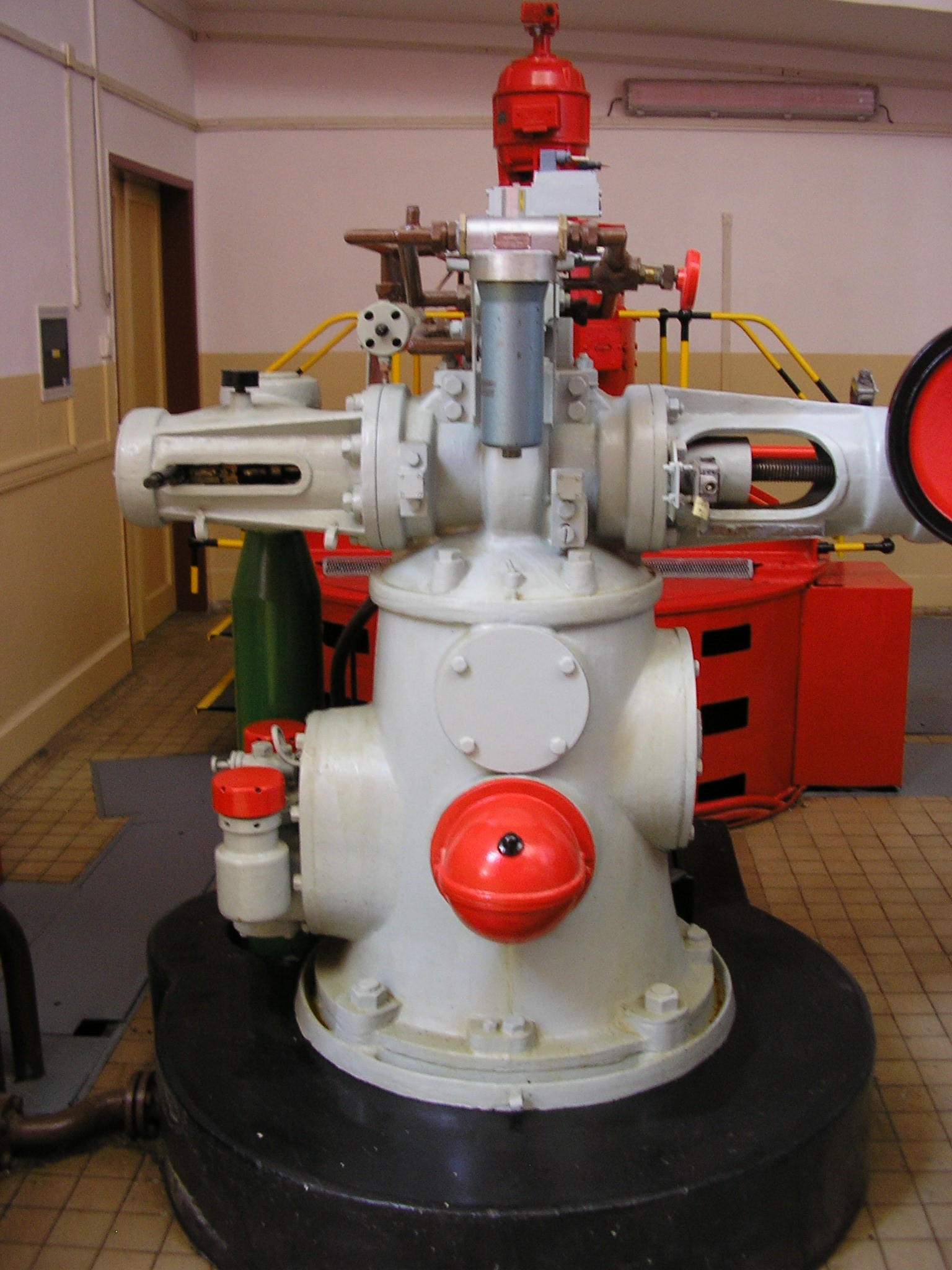
Pohled do pomocné strojovny
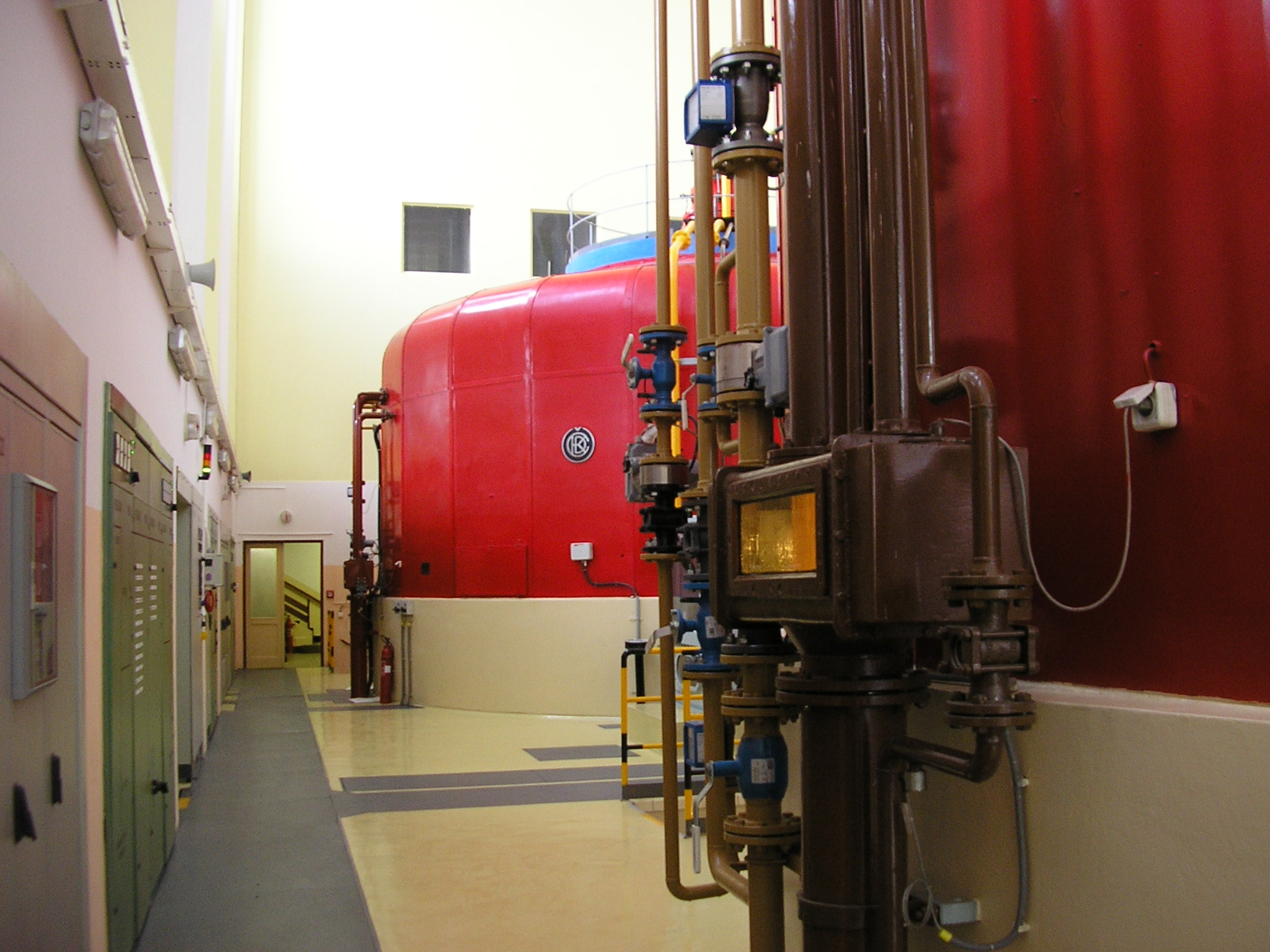
Bok alternátoru s historickým kukátkem pro kontrolu mazání
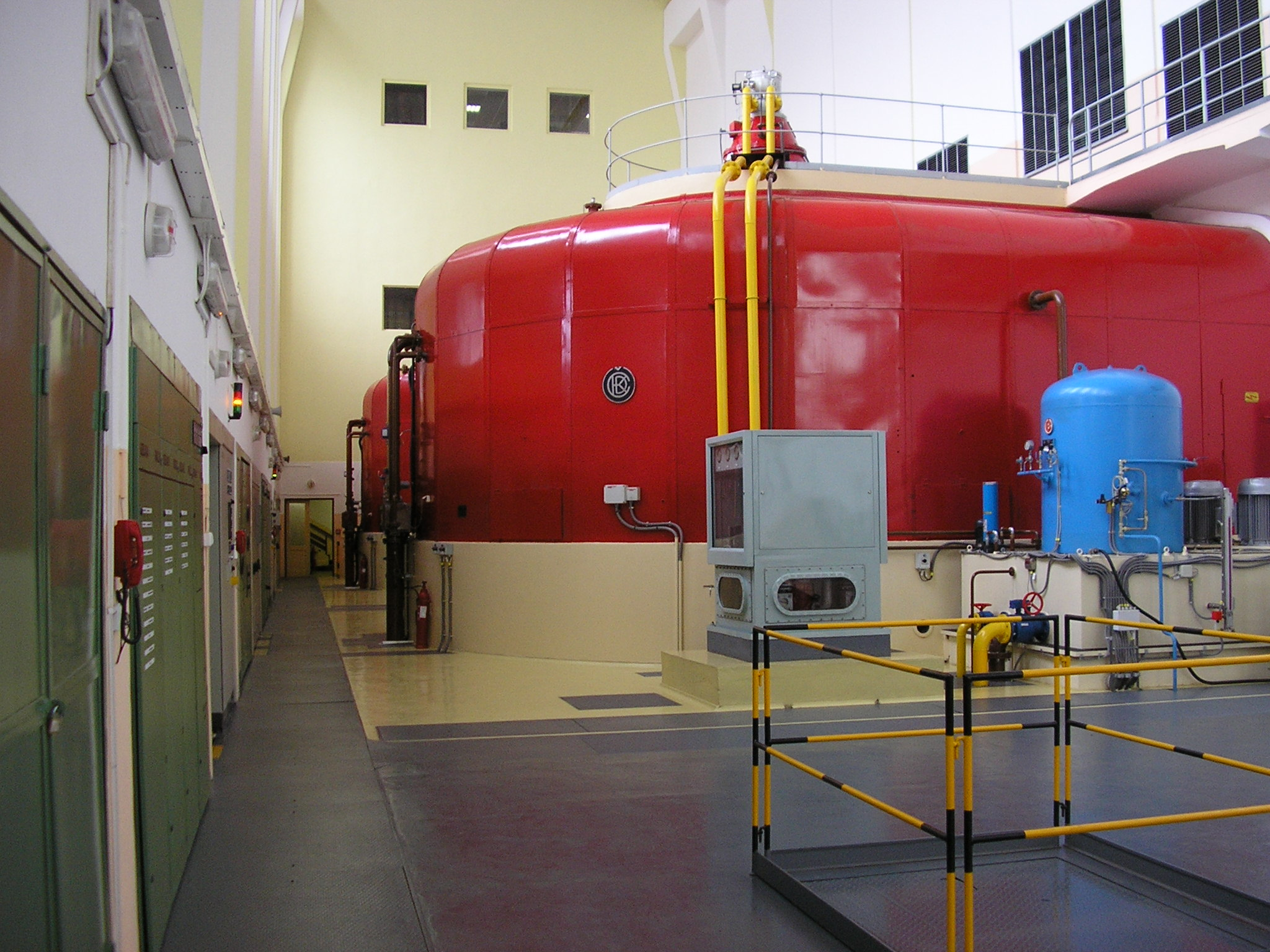
Celkový pohled na oba alternátory
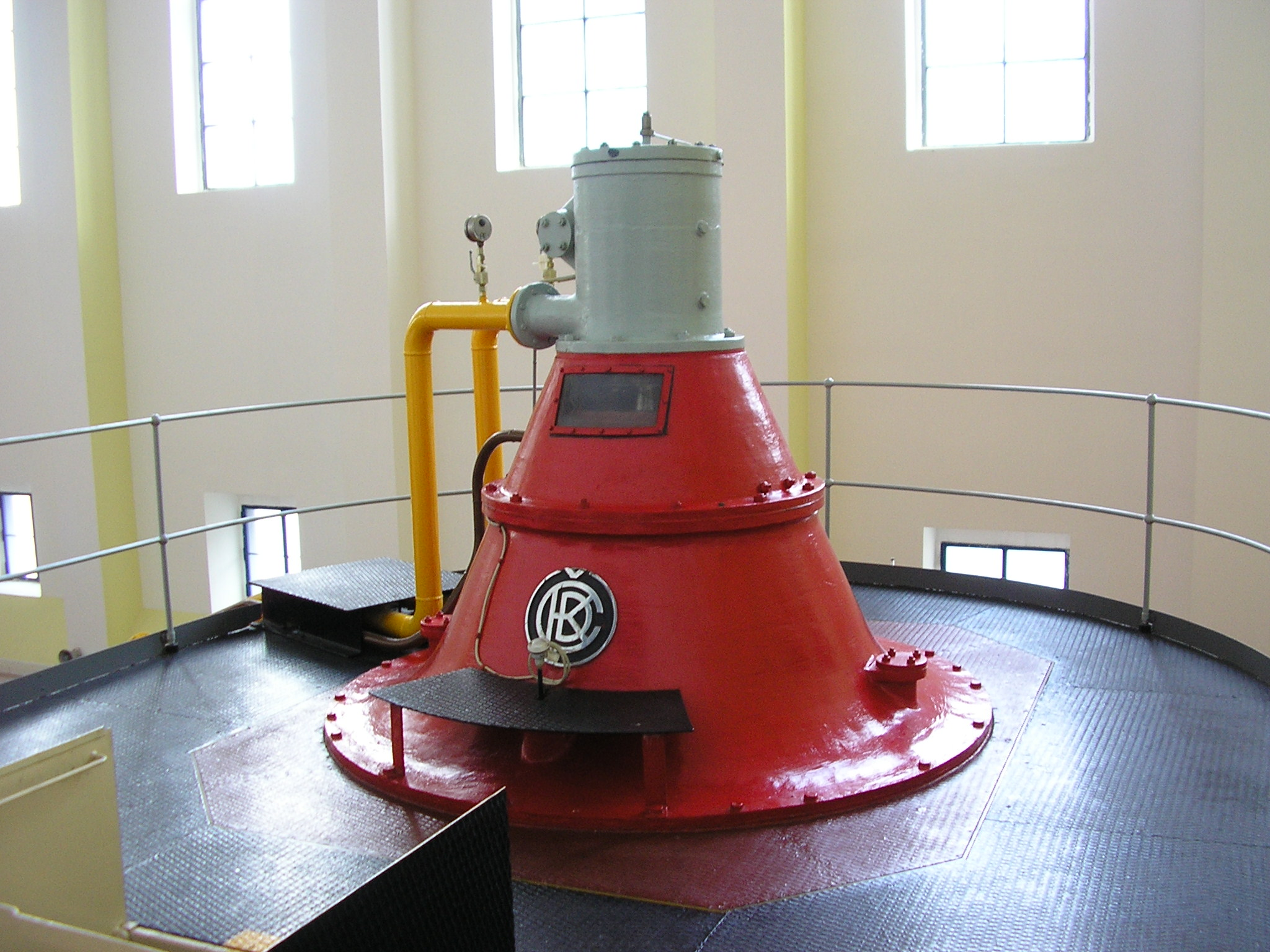
Na vrchu alternátoru

## Provoz
V elektrárně pracují původní turbíny, zachovány zůstaly i rotor alternátoru a jeho historický kryt. Modernizace se soustředily především na automatizaci technologického i vodohospodářského provozu. V prvním období po zprovoznění Slapské elektrárny (1958–1967) byla průměrná roční výroba středotlaké elektrárny při středním spádu 17,8 m 89,6 milionu kWh. V roce 2013, kdy se vodní dílo úspěšně vypořádalo s padesátiletou povodní, vyrobily obě elektrárny 166,4 milionu kWh, z toho středotlaká elektrárna 110,7 milionu kWh.
Přelivy hráze, vybudované pro převod stoleté vody s průtokem 2 400 m3/s, dokázaly převést i tisíciletou vodu v srpnu 2002 o hodnotě přes 3 100 m3/s. Přesto se při vzedmutí dolní hladiny provoz obou elektráren dostal mimo kontrolu. Stanice byly postupně uvedeny do provozu v letech 2004 a 2005.
Vodní elektrárna Štěchovice I spolu s přečerpávací elektrárnou Štěchovice II představují případ úspěšného bezproblémového vodního díla, které zásobuje elektrorozvodnou síť dodávkou především špičkové energie. Provoz je úzce spjat s ostatními vodními stupni na Vltavské kaskádě, zejména ve vazbě na provoz sousedních elektráren Slapy a Vrané. V budově sídlí centrální dispečink pro řízení provozu Vltavské kaskády.